# Petrén
Petrén är ett svenskt efternamn, som den 31 december 2013 bars av 318 personer bosatta i Sverige.
Namnet bärs av en släkt som härstammar från mjölnaren Petter Henriksson (1754–1817) som drev en vattenkvarn i Bubbetorp i Östra Ryds socken, idag i Söderköpings kommun. En av hans söner, Anders Petrén (1793–1834) blev student vid Uppsala universitet 1815 och senare lärare vid Motala verkstads växelundervisningsskola. Han var den förste med namnet Petrén. 
En yngre bror till Anders Petrén, Carl Henrik Pettersson (1803–1834), övertog kvarnen efter sin far och arbetade även som byggmästare. Carl Henrik var gift med Kristina Maria Rudelius, som var syster till lundamatematikern och universitetsrektorn Carl Johan Hill. Efter att Kristina Maria tidigt blev änka, flyttade hon till sin bror i Lund, där hennes barn växte upp.
Hennes son, Edvard Petrén, som blev kyrkoherde i Halmstads socken och Sireköpinge socken, i dag i Svalövs kommun i Skåne, tog sin farbrors efternamn och blev stamfar till dem som nämns i släktträdet nedan.

## Personer med efternamnet Petrén
- Alfred Petrén (1867–1964), professor i psykiatri
- Alice Petrén (född 1954), journalist
- Ann Petrén (född 1954), skådespelare
- Bror Petrén (1870–1938), häradshövding, statsråd, jur dr hc
- Ebbe Petrén (1878–1974), överläkare, bakteriolog, med. dr hc
- Edvard Petrén (1863–1930), justitieråd, statsråd, jur dr hc
- Edvard Petrén (präst) (1825–1901), kyrkoherde
- Elsie Petrén (född 1954), barnboksförfattare och musiker
- Erik Petrén (1919–2013), lektor, teol dr hc
- Folke Petrén (1910–1960), bergsingenjör
- Gustaf Petrén – flera personer
  - Gustaf Petrén (jurist) (1917–1990), jurist, regeringsråd
  - Gustaf Petrén (kirurg) (1874–1962), professor i kirurgi
- Jakob Petrén – flera personer
  - Jakob Petrén (kemist) (1872–1950), professor, metallurg
  - Jakob Petrén (musiker) (född 1977), musiker
- Jonny Petrén (född 1969), friidrottare, hinderlöpare
- Karl Petrén (1868–1927), professor i medicin
- Louise Petrén-Overton (1880–1977), fil. dr, matematiker
- Otto Petrén (1912–1990), justitieråd
- Sture Petrén (1908–1976), hovrättspresident, ledamot av Svenska Akademien
- Thure Petrén (1858–1926),  överläkare
- Ture Petrén (1902–1976), professor, anatom
- Viktor Petrén (1876–1960), justitieombudsman, hovrättsråd

## Släktträd i urval
- Edvard Petrén (kyrkoherde) (1825–1901)
  - Thure Petrén (1858–1926),  överläkare
  - Edvard Petrén (1863–1930), justitieråd, statsråd, jur. dr hc
  - Alfred Petrén (1867–1964), professor i psykiatri
    - Ture Petrén (1902–1976), professor, anatom
    - Gertrud Petrén (1909–1978), gift med professor Karl-Erik Hogeman

  - Karl Petrén (1868–1927), professor i medicin
  - Bror Petrén (1870–1938), häradshövding, statsråd, jur. dr hc
    - Sture Petrén (1908–1976), hovrättspresident, jur. dr hc, ledamot av Svenska Akademien
    - Folke Petrén (1910–1960), bergsingenjör
      - Ann Petrén (född 1954), skådespelare

  - Jakob Petrén (1872–1950), professor, metallurg
  - Gustaf Petrén (1874–1962), professor i kirurgi
    - Otto Petrén (1912–1990), justitieråd
    - Gustaf Petrén (1917–1990), regeringsråd, jur. dr
      - Alice Petrén (född 1954), journalist

    - Erik Petrén (1919–2013), lektor, teol. dr hc
      -         - Jakob Petrén (född 1977), musiker

  - Viktor Petrén (1876–1960), justitieombudsman, hovrättsråd
  - Ebbe Petrén (1878–1974), överläkare, bakteriolog, med. dr hc
  - Louise Petrén-Overton (1880–1977), fil. dr, matematiker, gift med Ernest Overton, professor i farmakologi

Med okänd släktrelation
- Elsie Petrén (född 1954), barnboksförfattare och musiker
- Jonny Petrén (född 1969), friidrottare, hinderlöpare